# Afraid (film)
Afraid är en amerikansk skräckfilm från 2024, som är skriven och regisserad av Chris Weitz. Dess huvudroller spelas av John Cho, Katherine Waterston, och Riki Lindhome. Weitz är även, tillsammans med Jason Blum och Andrew Miano, producent på hela filmen, detta genom produktionsbolagen Blumhouse Productions och Depth of Field.
Filmen hade biopremiär i USA den 30 augusti 2024. Den var från början planerad till att ha biopremiär den 25 augusti 2023, men har blivit flyttad flera gånger på grund av bland annat den tidigare pågående Hollywoodstrejken i USA.

## Handling
Familjen Curtis har valts ut för att testa en ny hemenhet: en digital assistent som heter AIA. AIA lär sig familjens beteenden och börjar förutse deras behov. Och hon kan se till att ingenting - eller ingen - kommer i hennes familjs väg.

## Rollista
| John Cho            | – Curtis            |
| Katherine Waterston | – Meredith          |
| Keith Carradine     | – Marcus            |
| Havana Rose Liu     | – Melody/AIA (röst) |
| Lukita Maxwell      | – Iris              |
| David Dastmalchian  | – Lightning         |
| Ashley Romans       | – Sam               |
| Wyatt Lindner       | – Preston           |
| Isaac Bae           | – Cal               |
| Bennett Curran      | – Sawyer            |
| Greg Hill           | – Henry/RV-man      |
| Riki Lindhome       | – Maud/RV-kvinna    |
| Todd Waring         | – Papa              |
| Ben Youcef          | – Ben               |

## Produktion
Filmen är producerad av Chris Weitzs produktionsbolag Depth of Field, med uppbackning från Blumhouse Productions och Sony Pictures. Den är även producerad av Jason Blum och Andrew Miano. I december 2022 blev Katherine Waterston och John Cho rollsatta till filmen. I februari 2023 rapporterades även Greg Hill och Lukita Maxwell ha blivit en del av rollistan. Senare samma månad lades även Riki Lindhome och Havana Rose Liu till i rollistan.
Filmen började spelas in i Los Angeles i december 2022. I juli 2024 hade filmens första trailer premiär, och då avslöjades det att filmen bytt namn från They Listen till Afraid.